# (4941) Yahagi
(4941) Yahagi es un asteroide perteneciente al cinturón de asteroides, descubierto el 25 de octubre de 1986 por Kenzo Suzuki y el también astrónomo Takeshi Urata desde el Toyota Observatory, Japón.

## Designación y nombre
Designado provisionalmente como 1986 UA. Fue nombrado Yahagi en homenaje al río Yahagi que fluye a través de Aichi, ciudad natal de los descubridores.

## Características orbitales
Yahagi está situado a una distancia media del Sol de 3,186 ua, pudiendo alejarse hasta 3,747 ua y acercarse hasta 2,625 ua. Su excentricidad es 0,176 y la inclinación orbital 1,871 grados. Emplea 2077 días en completar una órbita alrededor del Sol.

## Características físicas
La magnitud absoluta de Yahagi es 12,6. Tiene 17,56 km de diámetro y su albedo se estima en 0,059.